# Walbrook Wharf

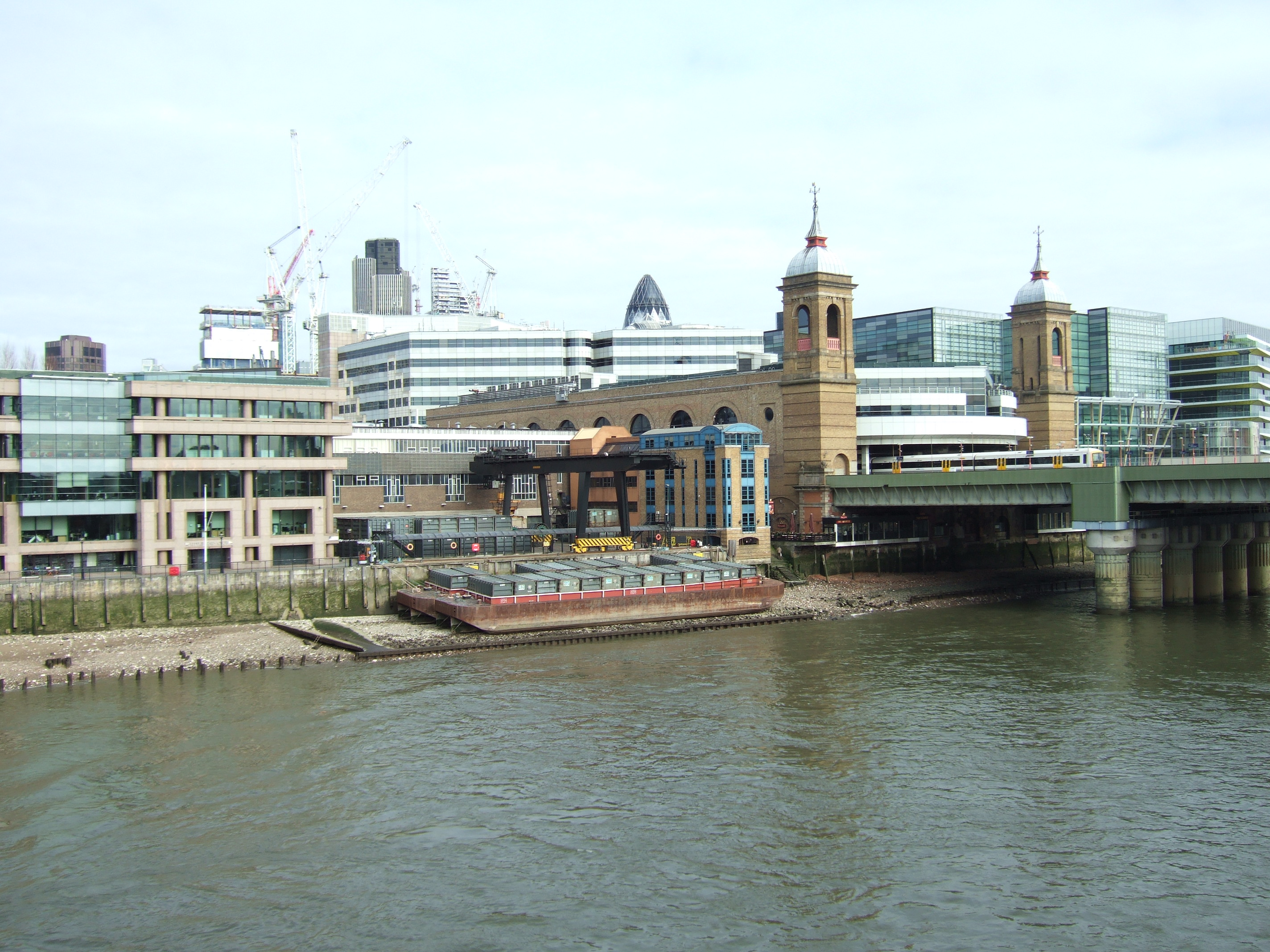
Walbrook Wharf und Bahnhof Cannon Street (2010)

Die Walbrook Wharf ist ein Frachtkai an der Themse in London, der auch heute noch in Betrieb ist. Er liegt anschließend an den Bahnhof Cannon Street. Er besitzt den Status einer Safeguarded Wharf.
Sie wird als Müllverladestation genutzt, gehört City of London Corporation und wird von Cory Environmental betrieben. Hausmüll aus der Londoner Innenstadt wird dort auf Barken verladen und dann zur Deponie Mucking Marshes in Essex verbracht.
Die Walbrook Wharf war früher ein Hafenbecken, das aber verfüllt wurde, nachdem es für die großen Containerschiffe nicht mehr zu nutzen war. Dort fließt auch der heute unterirdische Fluss Walbrook in die Themse; die Stelle wird auch Dowgate genannt.
Der Themseuferweg läuft auch die Walbrook Wharf entlang und wird nur dann für den öffentlichen Verkehr geschlossen, wenn gerade Müll verladen wird.